# IC 2607
IC 2607 је спирална галаксија у сазвјежђу Мали лав која се налази на листи објеката дубоког неба у Индекс каталогу.
Деклинација објекта је + 37° 59' 39" а ректасцензија 10h 50m 18,9s. Привидна величина (магнитуда) објекта IC 2607 износи 14,8 а фотографска магнитуда 15,6. IC 2607 је још познат и под ознакама MCG 6-24-23, CGCG 184-26, PGC 32468.